# St. Anna (Karlsfeld)

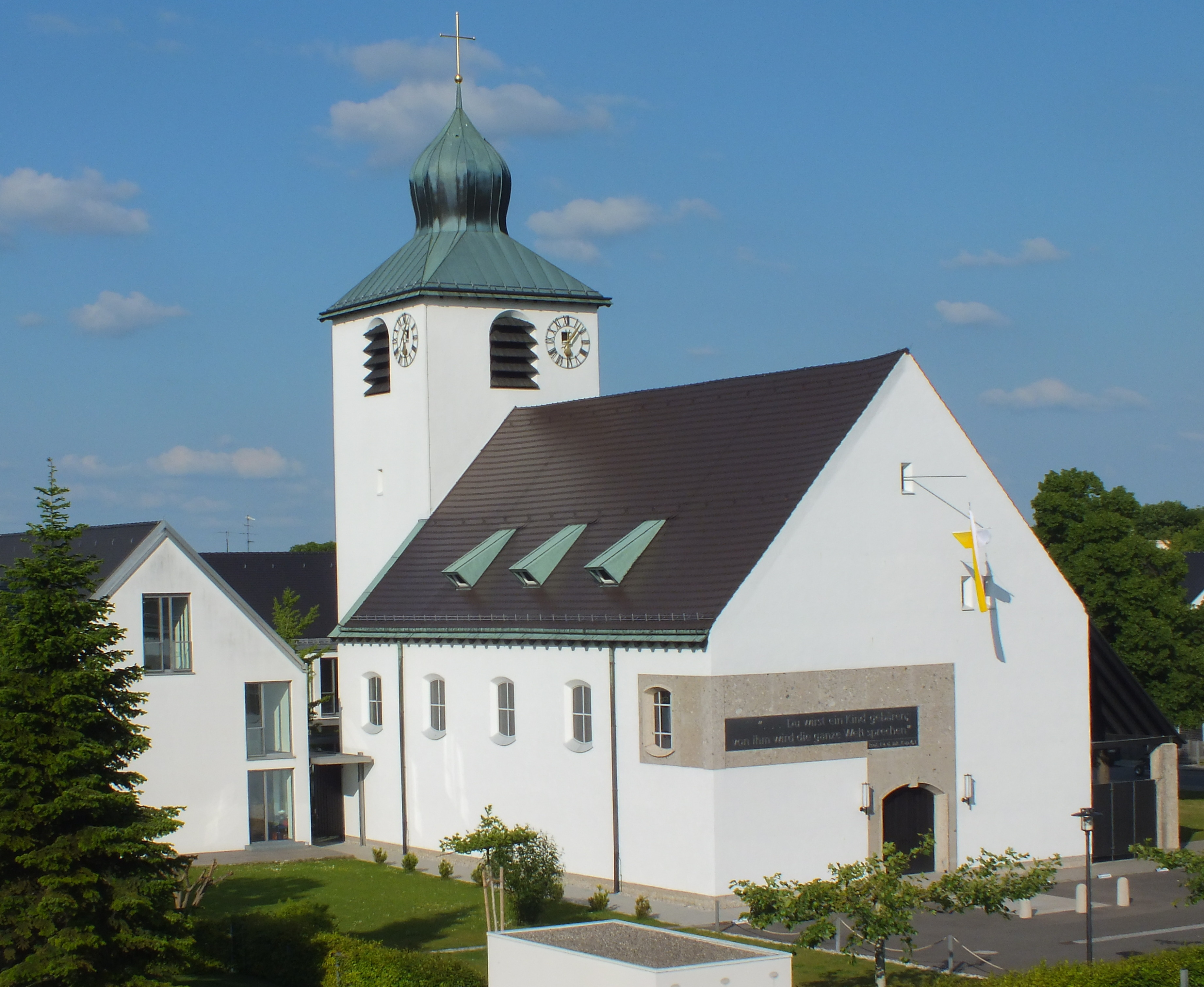
Die Pfarrkirche St. Anna

Die römisch-katholische Kirche St. Anna ist eine Pfarrkirche in Karlsfeld im oberbayerischen Landkreis Dachau.

## Geschichte und Architektur
Die Kirche wurde 1952 nach Plänen von Friedrich Ferdinand Haindl erbaut, die in den 1930er-Jahren eigentlich für einen Neubau in Neuhaus am Schliersee vorgesehen waren. Dieser wurde dann jedoch nicht realisiert. Das erklärt den „alpenländisch“ anmutenden Baustil. Die Kirche ist ein ungefähr 30 Meter langer und knapp 15 Meter breiter Saalbau mit einem wuchtigen Chorturm, in dem sich unten der Altarraum befindet. Am 26. April 1953 wurde die Kirche von Kardinal Joseph Wendel geweiht.

## Ausstattung
Die Ausstattung wurde nach und nach vervollständigt. 1955 kam eine Marienstatue dazu, 1956 das Kirchengestühl. 1957 wurde die Chorrückwand mit einem Wandmosaik aus rund 330.000 Steinen ausgeschmückt. Es stellt Anna, ihre Tochter Maria und ihren Enkel Jesus dar. 1962 wurde die größte, fünfte Glocke angeschafft und 1978 eine Pfeifen-Orgel.
Im Jahr 2009 wurde der Innenraum umgestaltet. Die vorderen Kirchenbänke wurden entfernt, und der Altar und ein neues Taufbecken in die Mitte des Kirchenschiffs gestellt.

## Orgel

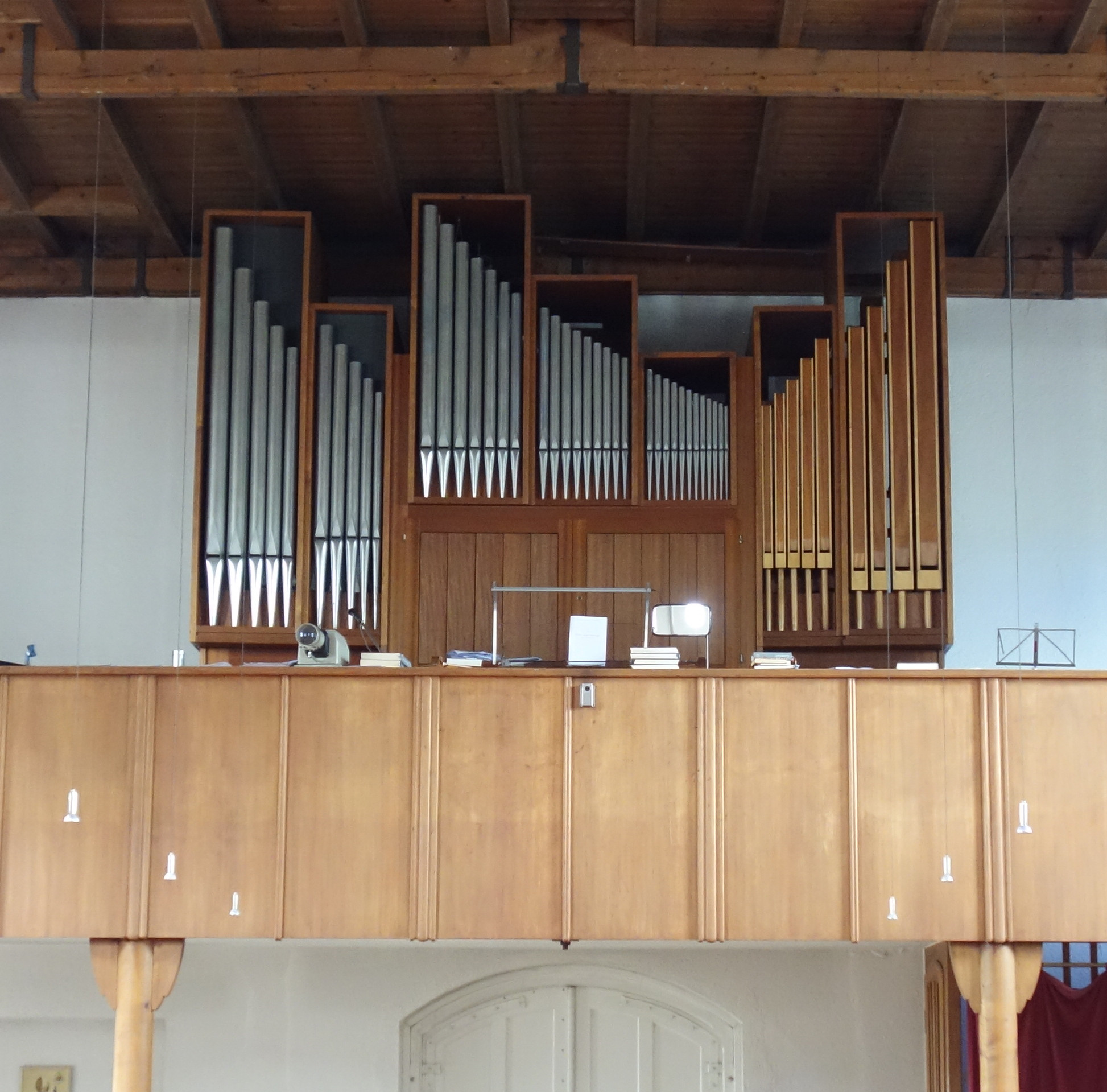
Die Ismayr-Orgel

Die Orgel mit 20 Registern auf drei Manualen und Pedal wurde von Günter Ismayr 1978 gebaut. Die Disposition lautet:
| II Hauptwerk C–g3 |        |
| Principal         | 8′     |
| Rohrflöte         | 8′     |
| Oktave            | 4′     |
| Quinte            | 2 ⁄3′  |
| Oktave            | 2′     |
| Terz              | 1 3⁄5′ |
| Mixtur IV         | 1 ⁄3′  |
| Trompete          | 8′     |

| III Schwellwerk C–g3 |       |
| Gedackt              | 8′    |
| Salizional           | 8′    |
| Principal            | 4′    |
| Koppelflöte          | 4′    |
| Nachthorn            | 2′    |
| Quinte               | 1 ⁄3′ |
| Zimbel III           | 1⁄3′  |
| Oboe                 | 8′    |
| Tremulant            |       |

| Pedal C–f1 |     |
| Subbaß     | 16′ |
| Offenbaß   | 8′  |
| Choralbaß  | 4′  |
| Fagott     | 16′ |

- Koppeln: 1. Manual Koppelmanual, II/P, III/P als Tritt und als Schalter
- Spielhilfen: 3 freie Kombinationen, Auslöser, Tutti
- Bemerkungen: Schleifladen, mechanische Spieltraktur und elektrische Registertraktur

## Geläut
Die Kirche verfügt über fünf Glocken, die im Glockenstuhl des Turms untergebracht sind. Sie bilden die Melodielinie eines erweiterten Idealquartetts. Die Glocken im Einzelnen:
| Nr. | Material | Gussjahr | Gießer                                            | Durchmesser [mm] | Gewicht [kg] | Schlagton (HT-1/16) |
| --- | -------- | -------- | ------------------------------------------------- | ---------------- | ------------ | ------------------- |
| 1.  | Bronze   | 1962     | Karl Czudnochowsky, Erding                        | 1.260            | 1.145        | dis1+0              |
| 2.  | Bronze   | 1955     | Karl Czudnochowsky, Erding                        | 1.104            | 655          | fis1+1              |
| 3.  | Bronze   | 1712     | Anton Benedikt Ernst, Martin Langenegger, München | 950              | 456          | gis1-2              |
| 4.  | Bronze   | 1629     | Wolfgang Neidhart, München                        | 920              | 520          | h1-1                |
| 5.  | Bronze   | 1954     | Karl Czudnochowsky, Erding                        | 690              | 184          | cis2-1              |